# Zaklad pozabljenih
Zaklad pozabljenih (izvirni naslov National Treasure) je pustolovski film družbe Walt Disney Pictures iz leta 2004. Scenarij so ustvarili Jim Kouf, Ted Elliott, Terry Rossio, Cormac Wibberley in Marianne Wibberley, producentsko vlogo je prevzel Jerry Bruckheimer, režiral ga je Jon Turteltaub. 
Gre za prvi film v seriji Zaklad pozabljenih, v njem glavne vloge igrajo Nicolas Cage, Diane Kruger, Justin Bartha, Sean Bean, Jon Voight, Harvey Keitel in Christopher Plummer. Film je po žanru pustolovski film, dogajanje je postavljeno v Združene države Amerike. Film se v osnovi naslanja na mit, da obstaja na hrbtni strani ameriške Deklaracije neodvisnosti skrivna šifra, zaradi česar so glavni liki, željni poiskati starodavni zaklad, primorani ukrasti Deklaracijo kljub strogim varnostnim ukrepom. Akcijska drama, v katero so liki postavljeni, se dodatno prepleta s skrivnimi legendami o templjarjih in prostozidarjih.

## Vsebina
Zgodba v ospredje postavlja Benjamina Franklina Gatesa (igra ga Nicolas Cage), zgodovinarja in amaterskega kriptologa z diplomama iz strojništva z univerze MIT in iz ameriške zgodovine z Univerze Georgetown. Gates prihaja iz družine z dolgo tradicijo lovcev na zaklade, ki verjamejo v legendo o fantastični zakladnici artefaktov in zlata, ki so jo skrili ustanovni očetje Združenih držav Amerike, danes pa so z njo seznanjeni le še redki izbranci. Prvi namig je Benovemu pradedku Thomasu Gatesu (igra ga Jason Earles) leta 1832 izdal Charles Carroll, zadnji živeči podpisnik Deklaracije neodvisnosti. Carroll je Gatesu dejal preprosto: »Skrivnost skriva Charlotte.« Mlademu Benu je leta 1974 ta namig posredoval njegov dedek John Adams Gates (igra ga Christopher Plummer). John je že prestar za lov na zaklad, njegov sin Patrick pa je prenehal verjeti v zaklad, tako da Ben priseže, da bo prevzel vodilno vlogo v tej veliki nalogi, ki je bila položena na rame družini Gates - iskanju zaklada. 
Trideset let pozneje Ben, ki ga spremljata prijatelj Riley Poole (igra ga Justin Bartha) in finančnik Ian Howe (igra ga Sean Bean), s pomočjo sofisticiranih računalniških napovedovalcev arktičnega vremena odkrije kolonialistično ladjo Charlotte. Znotraj ladje odkrijejo več sodov smodnika, od katerih se za najpomembnejšega izkaže tisti, ki ga objema zmrznjeni kapitan ladje, saj v njem odkrijejo pipo, narejeno iz morske pene. Znotraj pipe odkrijejo uganko, iz katere Ben sklepa, da se naslednji namig skriva na hrbtni strani Deklaracije neodvisnosti. Tedaj med raziskovalci nastane razkol, saj Ben močno nasprotuje ideji, da bi Deklaracijo ukradli, medtem ko Ian v tej ideji ne najde nobenih težav, rekoč da si jo bo zgolj izposodil. V tem sporu raziskovalci ponesreči prižgejo kopico smodnika, ki se je nahajala ne tleh ladje. Ian in njegov pomočnik Shaw (igra ga David Dayan Fisher) ladjo zapustita še pred eksplozijo, medtem ko se Ben in Riley znajdeta v navidez brezizhodnem položaju, vendar se nato skozi tihotapski prekat rešita v drug predel ladje, ki ga eksplozija ne prizadene tako močno, tako da jo odneseta brez praske. Ian se je medtem že odpeljal stran, tako da Benu in Rileyju ne preostane drugega kot pohod čez zasneženo pokrajino do bližnje vasice, od koder se nato vrneta domov. 
Ben in Riley skušata po prihodu v ZDA na vse kriplje opozoriti FBI in Oddelek za državno varnost, da se pripravlja tatvina Deklaracije neodvisnosti. Na obeh institucijah ju odslovijo, saj so prepričani, da je Deklaracija tako dobro zavarovana, da je ni mogoče ukrasti. Naposled prideta v pisarno dr. Abigail Chase (igra jo Diane Kruger) v Državnem arhivu. Tudi ona ju odslovi, saj je prav tako prepričana o varnosti Deklaracije. Ben še vedno meni drugače in se odloči ukrasti Deklaracijo, zgolj z namenom zavarovati jo pred Ianom. Po podrobni analizi varnostnih ukrepov napoči čas za akcijo in Ben s pomočjo Rileyja uspe ukrasti Deklaracijo tik pred prihodom Iana in njegove ekipe. Dr. Chase vidi Bena z Deklaracijo in mu jo vzame iz rok, vendar ne ve, da ji je Ben predal le kopijo, ki jo je tik predtem kupil v trgovini spominkov. Situacijo opazi tudi Ian, ki ugrabi dr. Chasovo (in še kopijo Deklaracije zraven) in jo odpelje v svojem kombiju, čemur sledi divjanje po cestah, saj skuša Ben doktorico rešiti iz krempljev Iana. Med vožnjo uspe Abigail odpreti zadnja vrata Ianovega kombija, zato se nagne ven, Ben in Riley pa se ji s svojim kombijem približata in jo uspeta zgrabiti in jo prestaviti v svoje vozilo. Ian tako dobi Deklaracijo, a takoj ugotovi, da gre za kopijo. Ben in Riley sta tako izginila Ianu izpred oči in si tako vzameta čas, da iztuhtata, kaj naj storita. Odločita se sama nadaljevati ta lov za zakladom, vendar se Abigail s tem ne strinja, saj ne želi oditi brez Deklaracije. Ker ji Ben ne dovoli kar oditi z Deklaracijo, saj še ni razrešil šifre na hrbtni strani le-te, se tako odloči, da jo z Rileyjem začasno sprejmeta v svojo ekipo. 
Ben in Riley se strinjata, da je edino mesto, kjer bodo za nekaj časa varni pred policijo, dom Benovega očeta, Patricka Henryja Gatesa (igra ga Jon Voight). Patrick nemudoma izrazi močan dvom o obstoju zaklada, saj je 20 let zapravil z iskanjem zaklada. Ben, Abigail in Riley se vseeno lotijo analize hrbtne strani, na kateri s pomočjo reagentov odkrijejo Ottendorfovo število, ki se nanaša na strani, vrstice in črke v pismih Tišine Dobronamerne (psevdonima Benjamina Franklina), ki jih je Benov oče daroval Franklinovemu inštitutu. Ko Abigail vidi šifro na hrbtni strani Deklaracije, tudi sama postane prepričana o obstoju zaklada, zato se pridruži Benu in Rileyju kot enakopravna članica ekipe. Čeprav je Patrick zelo ciničen glede vseh teh namigov in postane osupel, ko odkrije, s kakšnim dokumentom imajo opravka, tudi njega začne situacija zanimati. Benu, Abigail in Rileyju s pomočjo dečka uspe razvozlati šifro v Franklinovih pismih in nova uganka jih pripelje v Filadelfijo, natančneje v stavbo Independence Hall. V neki opeki bližnje stavbe odkrijejo posebna očala, ki jih je izumil Benjamin Franklin. Ben z očali pogleda v hrbtno stran Deklaracije in odkrije nov namig. Bena, Abigail in Rileyja v elementu preseneti Ian s svojimi pomočniki in začne se krajši lov, v katerem se Ben s Franklinovimi očali uspe izmuzniti svojim zasledovalcem. Abigail in Riley na drugi strani nista enako uspešna, saj resda uspeta pobegniti zasledovalcem, vendar jima ti odvzamejo Deklaracijo. Situacijo še poslabša FBI, ki aretira Bena. 
Ian pokliče Bena in ga povabi na srečanje, kar agenti FBI sprejmejo z odobravanjem, saj se odločijo Bena uporabiti za vabo. Ben se sreča z Ianovim pomočnikom Shawom, ki je zamaskiran v turista, zato ga agenti ne uspejo prepoznati. Nad Shawa in Bena prileti helikopter, ki moti signal agentov FBI, tako da ti ne slišijo niti besede njunega pogovora. Ben naposled skoči v reko Hudson in v globini naleti na Ianove potapljače, ki mu posodijo kisikovo bombo, tako da se vsi skupaj izmuznejo FBI agentom. Ian uporabi Patricka, Rileyja in Abigail kot talce in prisili Bena, da mu razloži namige. Ben tako nima izbire in pripelje vse v Cerkev Svete Trojice v centru New Yorka. Ob ponovnem pogledu na hrbtno stran Deklaracije s Franklinovimi očali Ian in Ben odkrijeta nov namig, ki jih pripelje v cerkvine katakombe, kjer razbijejo enega od grobov ter odmaknejo krsto, ki razkrije skrivni prehod v nadaljnje podzemne hodnike. Pot jih na koncu pripelje do velikanske navpične dvorane, katere edini način za prečkanje so lesene stopnice, ki vodijo okoli in okoli te dvorane. Stopnice se kmalu izkažejo za zelo krhke, saj se Shawu izmaknejo pod nogami. Shaw tako pade v globino in pod sabo pokoplje večino stopnic na mestu, na katerem se je nahajal, kar onemogoči ostalim, da bi nadaljevali pot po stopnicah. Preostane jim edino še leseno dvigalo na sredini dvorane, na katerega se kot zadnja vzpneta Ben in Abigail, ki si komajda uspeta rešiti življenje, za las uspeta zavarovati tudi Deklaracijo. Dvigalo jih pripelje do še enega hodnika, ki se zdi kot slepa ulica, kar priznata tudi Ben in njegov oče. Njima namreč uspe preslepiti Iana, da je svetilka sredi hodnika le nov namig, ki vodi k cerkvi Old North Church v Boston. Ian s pomočniki odide in pusti Bena, Abigail, Rileyja in Patricka v navidez brezizhodnem položaju.
Po Ianovem odhodu Ben razkrije, da obstaja drugi izhod, ki so ga graditelji zakladnice uporabili kot jašek za kisik, in doda, da ta drugi izhod vodi tudi skozi zakladnico. V iskanju drugega izhoda odpre rov v novo dvorano, ki pa je na njihovo razočaranje prazna, zaradi česar sklepajo, da je nekdo pred njimi izpraznil zakladnico. Benu poide pogum in motivacija, vendar ga podpreta oče in Abigail, ki mu oba povesta, da bosta z veseljem šla iskat nove zaklade z njim. Kakor koli, ko še enkrat preučijo položaj, ugotovijo, da še vedno niso našli tega drugega izhoda, zato si podrobneje ogledajo dvorano, v kateri so se znašli. S pipo, ki jo je odkril na ladji Charlotte, uspe odpreti luknjo v zidu, ki se razmakne v velik prehod, ki vodi v resnično zakladnico, v kateri odkrijejo artefakte iz vseh obdobij zgodovine. 
Ko odidejo skozi drugi izhod, na prizorišče stopi FBI. Ben se začne pogajati z vodilnim agentom v preiskavi, posebnim agentom Petrom Saduskyjem (igra ga Harvey Keitel), in med pogovorom preko prstana na roki odkrije, da je Sadusky prostozidar. Ben predlaga, da zaklad porazdelijo po raznih muzejih po celem svetu, pri čemer dobijo zasluge za najdbo zaklada celotna družina Gates ter Riley. Prav tako zahteva, da dr. Abigail Chase ne bo na noben način kaznovana za krajo Deklaracije. Ben še pove, da sam ne želi iti v zapor, vendar mu nato Sadusky reče, da nekdo pa mora iti v zapor. To da Benu misliti in ga privede na idejo, da bi FBI prijel Iana in pomočnike ter njih obtožil kraje. Tako vsi skupaj odletijo v Boston, kjer so priča prijetju celotne Ianove ekipe, ki skuša vdreti v cerkev Old North Church. Po izreku obtožnice ugrabitve, poskusa umora in prečkanja državne posesti Ian ugotovi, da je bil prevaran, še posebej ko opazi Bena v ozadju. 
Ameriška vlada nato v zameno za zaklad Benu in prijateljem ponudi 10% celotnega zaklada, a Ben sprejme le 1%, ki si ga razdeli z Rileyjem. S svojim deležem Ben in Abigail odkupita dvorec, ki si ga je nekoč lastil Charles Carroll, Riley pa si priskrbi rdeč ferrari 360. Film se konča tako, da Riley s svojim športnim avtomobilom odbrzi z njunega posestva, Ben in Abigail, med katerima se je v tem času razvila romantična vez, pa se poljubita in vrneta nazaj v dvorec. 

## Namigi in njihov pomen
- »Skrivnost skriva Charlotte.« — Namig se nanaša na ladjo Charlotte, ki je končala zmrznjena, Ben, Ian in ekipa so jo našli odlično ohranjeno pod ledenim pokrovom severno od arktičnega kroga.
- »Legenda zapisana, barva oživljena, uganka v Tišini zabrisana. Petinpetdeset s peresom okovane g. Matlack prizna za spoštovane.« — Ta namig je bil zapisan na cevki pipe iz morske pene, ki so jo našli na ladji Charlotte. Cevko so morali pomočiti v črnilo ali podobno substanco (v filmu je Ben uporabil kar kri iz svojega prsta), nato odtisniti na papir in prebrati, postopek je enak kot pri katerem koli valjastem pečatu. Namig se sicer nanaša na nevidno šifro na hrbtni strani Deklaracije neodvisnosti in na pisma Tišine Dobronamerne (kot je bil psevdonim Benjamina Franklina).
- Ottendorfovo število na hrbtni strani Deklaracije neodvisnosti — Gre za zaporedja številk, ki so v bistvu šifre. Posamezno zaporedje številk (med številkami stojijo vezaji) pomeni zaporedno stran nekega besedila, zaporedno vrstico na tisti strani in zaporedno besedo v tisti vrstici. Od tiste besede se tako vzame prva črka, ki je dejansko rešitev šifre. V filmu so za besedilo, iz katerega je bilo potrebno vzeti črke, izbrali pisma Tišine Dobronamerne.
- »Privid bogastva iz preteklosti ugledaš, ko pravšnja senca zdrsne čez hišo Pass in Stow.« — Ta namig so Ben, Abigail in Riley dobili s pomočjo Ottendorfovega števila. John Pass in John Stow sta bila tista, ki sta ulila Zvon svobode, ki se nahaja v zgradbi Independence Hall v Filadelfiji, Pensilvanija. Ben, Abigail in Riley so se tako povzpeli do Zvona svobode in počakali, da je bila ura 3:22 (na stodolarskem bankovcu ura kaže 2:22, kot je bila res ura, ko je slikar naslikal sliko na bankovcu - kasneje so namreč čas prestavili za uro naprej). Tedaj je senca pokazala na določeno opeko na strehi zgradbe in Ben je prišel bližje ter odkrušil opeko, ki se mu je zlahka vdala. Znotraj opeke je odkril posebna očala.

- očala — Ben jih je našel v votli opeki, uporabil pa jih je, da je pogledal na hrbtno stran Deklaracije neodvisnosti, ki mu je s pomočjo očal pokazala napis »Gospod ob Zidu«.
- »Gospod ob Zidu« in simbol Cerkve svete Trojice - Namig je Bena pripeljal do Cerkve svete Trojice v New Yorku, ki se nahaja na stičišču ulic Wall Street in Broadway. Broadway so prvotni holandski kolonialisti poimenovali Gospodova ulica, Wall Street pa v prevodu pomeni Ulica zidu.
- »Pod Parkingtonovo ulico« — Ta napis sta znotraj Cerkve svete Trojice zopet na hrbtni strani Deklaracije neodvisnosti prebrala Ben in Ian, zopet s pomočjo očal, le da sta pri tem leče postavila drugače kot prej. Namig se nanaša na prostozidarskega mojstra, ki je pokopan v cerkvinem mavzoleju. Njegova krsta je skrivala prehod v podzemno dvorano, skozi katero je peljala pot do zakladnice.
- »Skozi Vsevidno oko« in pipa — Ob pritisku na podobo očesa, vgravirano v steno, se je Benu, Abigail, Patricku in Rileyju odprla pot v novo dvorano, ki je bila na njihovo presenečenje prazna. Zatem pa so na zidu odkrili odprtino, ki se je prilegala obliki pipe iz morske pene, ki so jo našli na ladji Charlotte. Ben je tako pipo vstavil v odprtino in poseben mehanizem je odprl vrata v zakladnico.

## Igralska zasedba
- Nicolas Cage - Benjamin Franklin Gates
- Justin Bartha - Riley Poole
- Diane Kruger - Abigail Chase
- Sean Bean - Ian Howe
- Jon Voight - Patrick Henry Gates
- Harvey Keitel - FBI-jev posebni agent Peter Sadusky
- Christopher Plummer - John Adams Gates
- Yves Michel-Beneche - otrok iz muzeja
- Jason Earles - Thomas Gates
- David Dayan Fisher - Shaw
- Stewart Finlay-McLennan - Powell
- Oleg Taktarov - Victor
- Stephen A. Pope - Phil
- Matthew Li - Henry
- Hunter Gomez - mladi Ben Gates

## Sprejem
Film je doživel mešane odzive kritikov. Nekateri so ga hvalili kot zabavno in preprosto družinsko pustolovščino, medtem ko so se drugi lotili njegovih številnih nemogočih in neverjetnih obratov. Roger Ebert je dal filmu dve zvezdici (od možnih štirih) in komentiral: »Film je tako nesmiseln, da bi verzija filma v izvedbi Monty Pythona lahko uporabila isti scenarij, vrstico za vrstico.« 
Film trenutno drži 44% podporo na Rotten Tomatoes, kjer je prišlo do konsenza, da »...Zaklad pozabljenih ni noben zaklad, a vendar je zabavno popotovanje za tiste, ki lahko odpustijo njegovi skrajno neverjetni zgodbi.« 

## Domače video izdaje
18. decembra 2007 je izšla posebna zbirateljska izdaja, DVD set z obema filmoma. 
Disney je 20. maja 2008 izdal tudi Blu-ray Disc verziji Zaklada pozabljenih in njegovega nadaljevanja, Zaklada pozabljenih 2: Knjige skrivnosti. 

## Filmska glasba
Skladbe
|    | Naslov                       | Dolžina |
| -- | ---------------------------- | ------- |
| 1  | National Treasure Suite      | 3:17    |
| 2  | Ben                          | 4:03    |
| 3  | Finding Charlotte            | 1:04    |
| 4  | Library of Congress          | 2:27    |
| 5  | Preparation Montage          | 4:53    |
| 6  | Arrival at National Archives | 1:54    |
| 7  | The Chase                    | 4:22    |
| 8  | Declaration of Independence  | 1:43    |
| 9  | Foot Chase                   | 3:34    |
| 10 | Spectacle Discovery          | 3:18    |
| 11 | Interrogation                | 4:30    |
| 12 | Treasure                     | 3:39    |

## Nadaljevanja

### Zaklad pozabljenih 2: Knjiga skrivnosti
Četudi je komentar na DVD-ju trdil, da ustvarjalci nimajo načrtov za nadaljevanje, pa je do le-tega vseeno prišlo. Veliko zaslug za nadaljevanje ima tudi izkupiček filma, saj je ustvarjalcem prinesel nenadejanih 347,5 milijonov ameriških dolarjev. Nadaljevanje, poimenovano Zaklad pozabljenih 2: Knjiga skrivnosti, je dobilo zeleno luč leta 2005, DVD pa je bil na voljo od 21. decembra 2007. 

### Zaklad pozabljenih 3
Režiser Jon Turteltaub je dejal, da si bo ekipa vzela čas, preden bo posnela še eno nadaljevanje Zaklada pozabljenih, a je na drugi strani družba Disney že registrirala domeni NationalTreasure3DVD.com in NationalTreasure4DVD.com, torej sta na vidiku še tretji in četrti film v seriji. Drugi film se je končal z vprašanjem glede 47. strani predsednikove knjige skrivnosti, vendar je na to Turteltaub odgovoril, da slednjega v film niso vključili kot podlago za tretji film.  Jon Turteltaub je prav tako v spletnem oznanilu za datum izida 3. filma napovedal leto 2011. 